# Anastrepha striata
Anastrepha striata
 es una especie de insecto díptero que Ignaz Rudolph Schiner describió científicamente por primera vez en el año 1868.
Esta especie pertenece al género Anastrepha de la familia Tephritidae.